# Teatro Giovanni Verga
Il teatro Giovanni Verga è la sede principale del Teatro Stabile di Catania ed è ubicato in via Giuseppe Fava.

## Il teatro
Il teatro è stato realizzato nel 1969 ristrutturando una sala cinematografica sita in via dello Stadio a Catania. Alla sala venne dato il nome di Teatro delle Muse e divenne il teatro principale della compagnia del Teatro Stabile di Catania. Esso era stato costruito per poter far fronte all'aumento esponenziale degli abbonati che in un ventennio era passato da 75 a circa 13.000. Dotato di una sala spaziosa e di una galleria, dispone di 609 posti. Nel gennaio del 1981 il teatro viene distrutto da un incendio ma è subito ricostruito ed in meno di un anno torna ad essere disponibile. Al nuovo teatro viene dato il nome dello scrittore catanese Giovanni Verga.